# Gradišče, Velike Lašče
Gradišče je naselje v Občini Velike Lašče.